# Encyclopedia of American Religions
Encyclopedia of American Religions, renommé Melton's Encyclopedia of American Religions dans la huitième édition, est un ouvrage de référence de John Gordon Melton publié pour la première fois en 1978, par Consortium Books, une maison d'édition McGrath. Il en est actuellement à sa huitième édition et est devenu un ouvrage de référence dans l'étude de la religion aux États-Unis.

## Pour approfondir
- Robert S. Michaelson et J. Gordon Melton, « The Encyclopedia of American Religions », Sociological Analysis, Oxford University Press, vol. 41, no 3,‎ automne 1980, p. 290 (DOI 10.2307/3710413, JSTOR 3710413)
- Robert S. Ellwood, « The Encyclopedia of American Religions », Journal of the American Academy of Religion (en), vol. 48, no 3,‎ septembre 1980, p. 474–475
- Charles H. Lippy et Peter W. Williams, « The Encyclopedia of American Religions », Church History, American Society of Church History, vol. 59, no 4,‎ décembre 1990, p. 596–598 (DOI 10.2307/3169191, JSTOR 3169191)
- Rodney Stark et J. Gordon Melton, « The Encyclopedia of American Religions », Journal for the Scientific Study of Religion, Blackwell Publishing, vol. 18, no 4,‎ décembre 1979, p. 424–426 (DOI 10.2307/1386367, JSTOR 1386367)